# مردم در روز یکشنبه
مردم در روز یکشنبه (آلمانی: Menschen am Sonntag) فیلمی به کارگردانی کورت زیودماک، روبرت زیودماک، ادگار جی. اولمر، و فرد زینمان است که در سال ۱۹۳۰ منتشر شد. از بازیگران آن می‌توان به کورت گرون اشاره کرد.

## داستان
ادوین راننده تاکسی است که با آنی مدلی که دچار مشکل روانی است زندگی می‌کند. آنها قصد دارند یکشنبه را در ساحل به همراه ولفگانگ سپری کنند. پس از جرو بحث آنی در خانه می‌ماند.